# Sint-Damianuskerk
De Sint-Damianuskerk is een rooms-katholieke kerk in de Nederlandse plaats Niftrik. 

## Geschiedenis
Sinds de middeleeuwen viel de kerkgemeenschap van Niftrik onder de kapittel van Xanten, waarbij de inlijving in 1308 werd afgerond. Het kerkgebouw, gelegen aan de Maasdijk, werd na de Tachtigjarige Oorlog in gebruik genomen door de protestanten. Katholieken waren daardoor aangewezen op de kerk in Ravenstein, aan de overzijde van de Maas. Door de bouw van een schuurkerk in 1715 hoefde deze tocht niet meer gemaakt te worden en in 1795 kregen de katholieken hun kerk weer terug. Deze kerk heeft gediend tot de inwijding van de nieuwe kerk, waarna de oude kerk werd gesloopt.
Eind 19e eeuw, in de jaren 1891-1892 werd naar ontwerp van Caspar Franssen op nabije afstand van de oude kerk, een nieuwe kerk opgericht. Deze kerk was opgezet als eenbeukige kerk met vier traveeën, waarbij het neogotische ontwerp sterk was afgeleid van de Sint-Donatuskerk in Altforst. De kerk werd op last van de Nederlandse legerleiding verwoest op 10 mei 1940, de dag van de Duitse aanval op Nederland. Reden was dat het leger een vrij schootsveld eiste en de kerk dit belemmerde. Nog tijdens de oorlog werd de kerk heropgebouwd naar ontwerp van F. Schütz. Hierbij werd de bouwstijl van de Delftse School gehanteerd. De stenen kerktoren wordt geflankeerd door een kleine traptoren en de toren wordt bekroond met een ingesnoerde torenspits met een kleine ui. De kerk is voorzien van een zadeldak en de zijmuren worden ondersteund door steunberen.
De kerk is in 1971 aangewezen als rijksmonument. De luidklok in de kerktoren met de jaarvermelding 1213 wordt hierbij met name benoemd. Beelden in de kerktuin en het kerkhof zijn aangewezen als gemeentelijk monument.

## Galerij

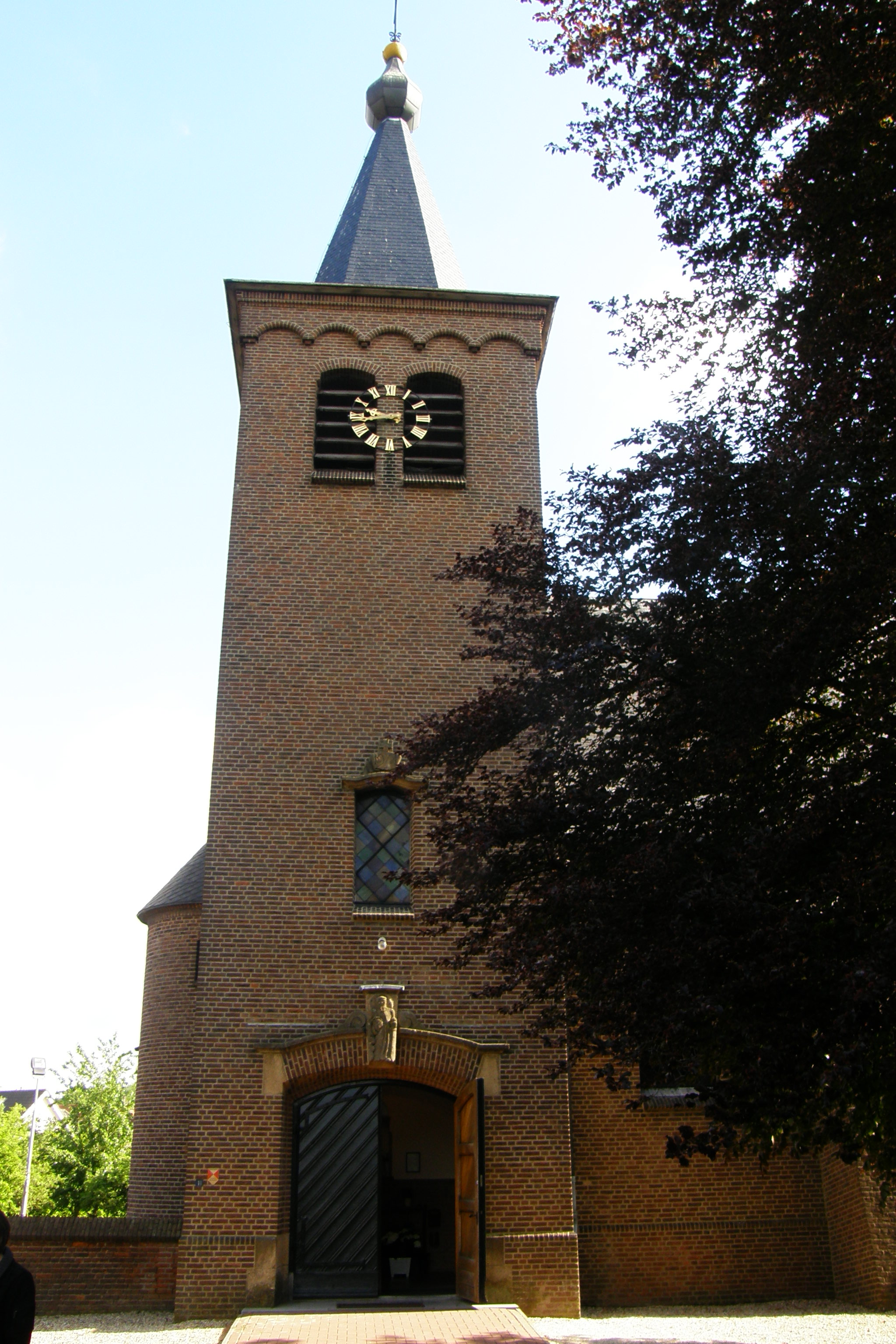
Vooraanzicht in 2011
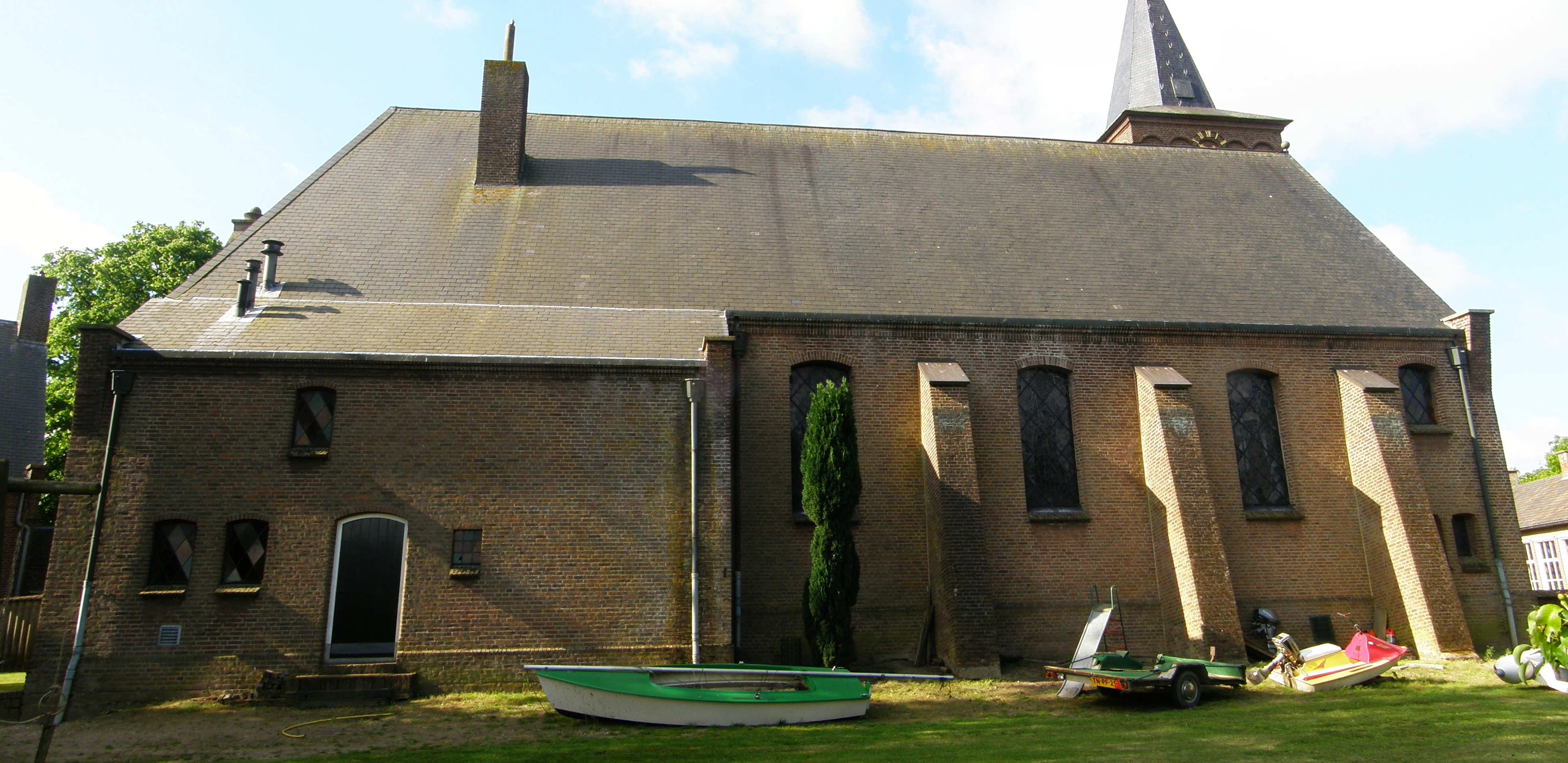
Zijaanzicht
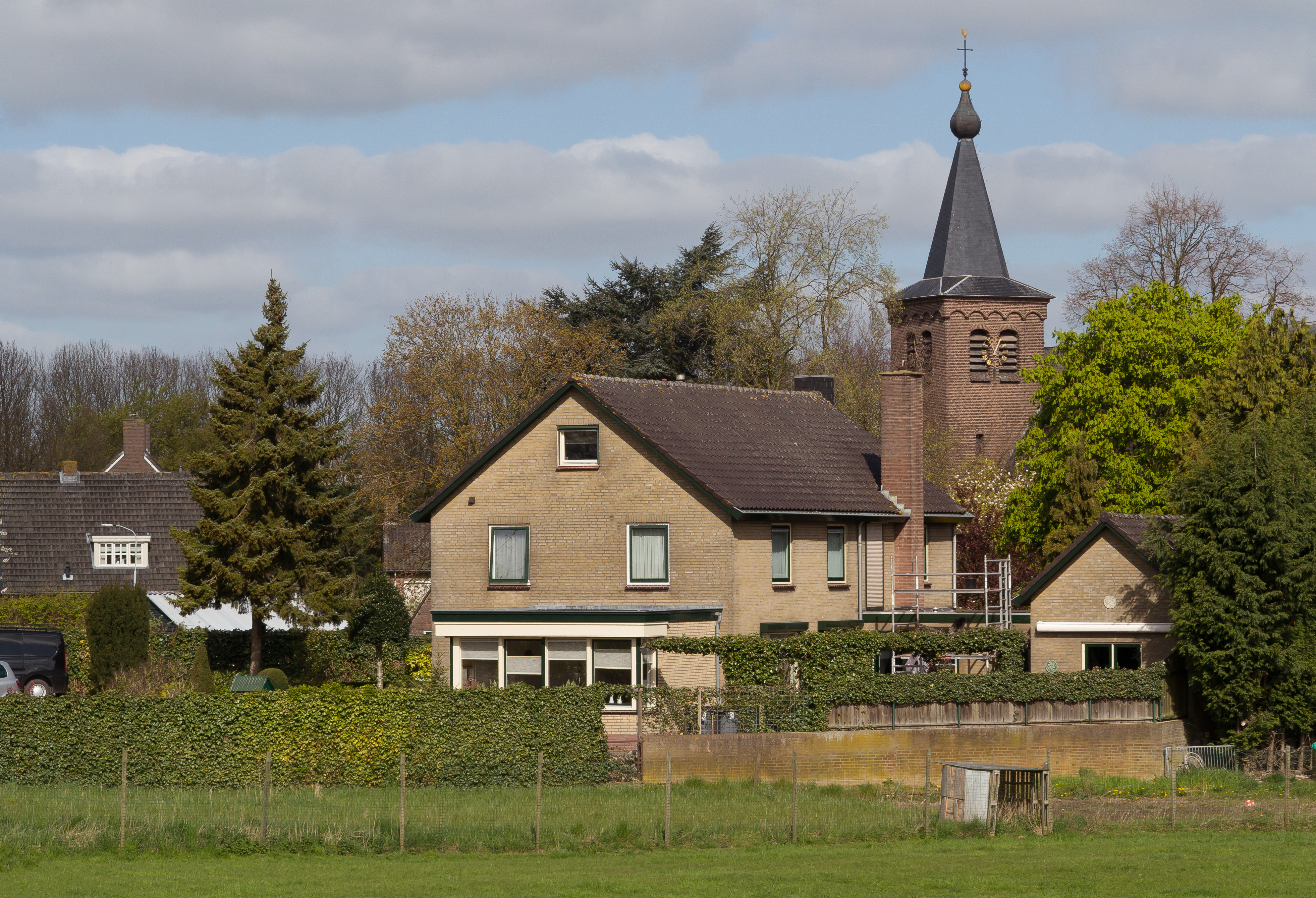
In het landschap
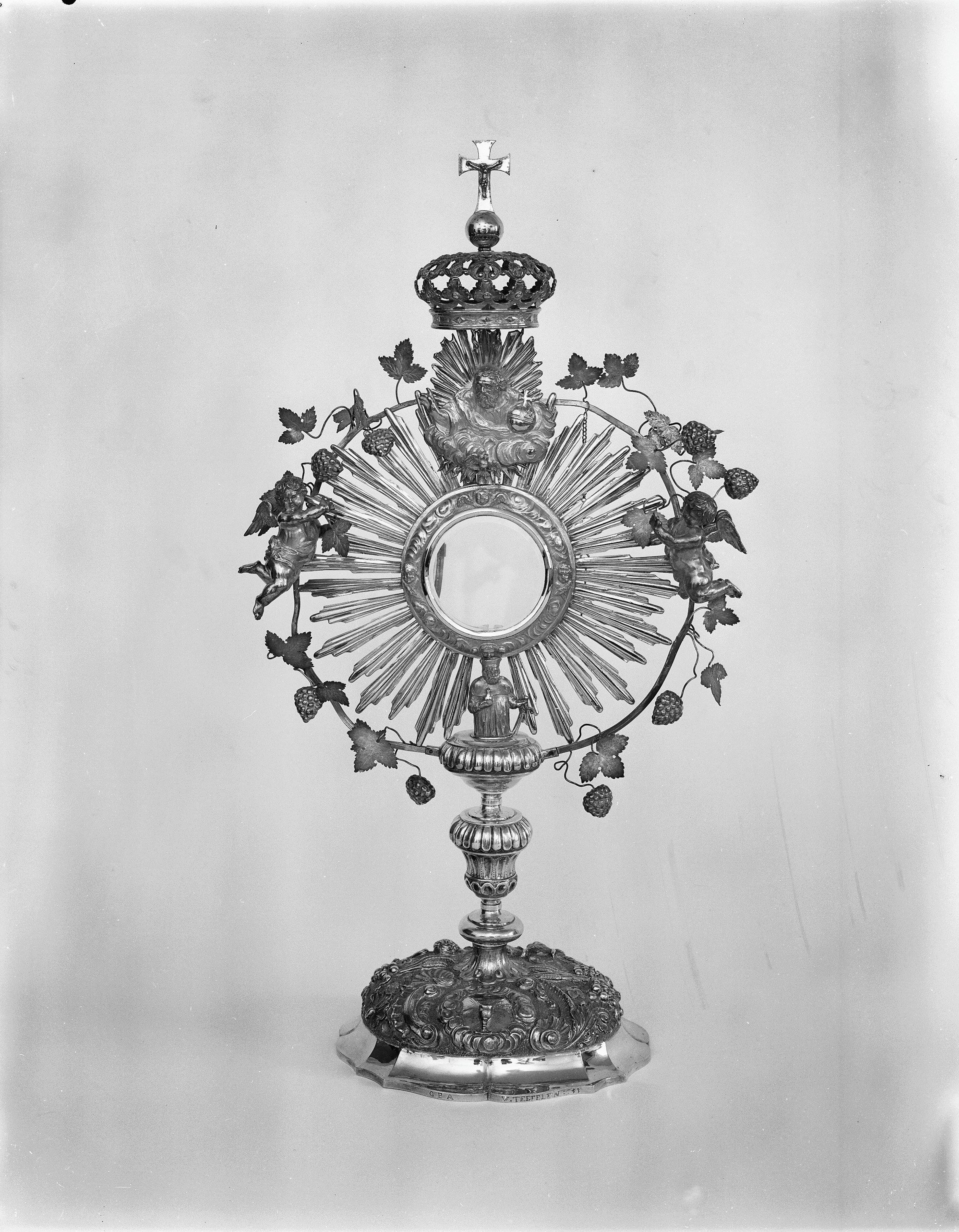
Monstrans, kerkschat uit de oude kerken